# Bostoni teadélután
A bostoni teadélutánnak nevezett, 1773. december 16-ai bostoni eseménysorozat (angolul Boston Tea Party) az amerikai függetlenségi háború kitörésének a közvetlen előzménye volt.

## A teadélután előzményei
A 18. század második felében Boston az angol gyarmati politika elleni tiltakozás helyszínévé vált. A szétszórt települések jelentős része ugyanis a keleti part közelében volt. A fehér telepesek száma ebben az időszakban negyedmillióról hamarosan két és fél millióra nőtt. Az angolok is hasznot akartak húzni a nagymértékű kivándorlásból, és jelentősen megemelték az adókat és a behozatali vámokat.
Az 1765-ös bélyegtörvény (Stamp Act) és az 1767-es, számos termékre, többek közt a teára új adókat kivető Townshend törvények felkorbácsolták a telepesek érzelmeit (lásd bostoni sortűz), akik sérelmezték, hogy úgy kell adókat fizetniük, hogy közben nincsen képviseletük a brit parlamentben.
Az új adók kijátszására széles körben elterjedtté vált a csempészet, amelyben többek közt John Hancock, a függetlenségi nyilatkozat későbbi aláírója is részt vett. Hajóját, a Libertyt a brit vámhatóságok 1768-ban elkobozták, őt magát pedig vád alá helyezték a jövedéki törvények megsértése miatt. Védője nem más volt, mint John Adams, az Amerikai Egyesült Államok későbbi elnöke. Az ellene emelt vádakat később elejtették, ám Hancock bojkottot szervezett a Brit Kelet-indiai Társaság Kínából behozott teája ellen, így annak eladásai a gyarmatokon az addigi 320 000-ről mindössze 520 fontra zuhantak. 1773-ra a Kelet-indiai Társaság eladósodott, raktárai pedig tele voltak a csempészek vámmentesen behozott teája miatt eladhatatlan készletekkel. A brit kormány jóváhagyta a teatörvényt (Tea Act), amely lehetővé tette a Brit Kelet-indiai Társaság számára, hogy a gyarmatokon a szokásos gyarmati adó megfizetése nélkül, a gyarmati kereskedők és csempészek árai alatt adhassa el az árut.
A legtöbb amerikai kikötőben visszafordították a Társaság teát szállító hajóit, ám Bostonban, ahol a Kelet-indiai Társaság bírta a kormányzó támogatását, előkészületeket tettek, hogy brit hadihajók támogatásával tegyék partra a teát.

## A „bostoni teadélután”
1773. december 16-án móhauk (Mohawk) vagy narraganszet indiánnak öltözött telepesek megrohantak három angol hajót a bostoni kikötőben, és teaszállítmányukat a tengerbe szórták. Ennek közvetlen oka az volt, hogy az angol kormány a Londonba szállított tea vámját megszüntette, de változatlanul fenntartotta a tea árát az észak-amerikai gyarmatokon.

## A „teadélután” következményei
Ez az úgynevezett „bostoni teadélután” volt a jel az Anglia elleni általános felkelésre az amerikai gyarmatokon. „Olyan teát főzünk György királynak, hogy abba belefullad!” – mondták. A helyzet ezután mérgesedett el, mert a Lord North által vezetett kormány a lázadást erőszakkal akarta leverni.
A bostoni események is hozzájárultak az amerikai függetlenségi háború 1775. évi kitöréséhez. A függetlenségi háború  a gyarmatoknak Angliától való elszakadásához és az Amerikai Egyesült Államok megalakulásához vezetett.